# Caterina, Princesa de Gal·les
Caterina, Princesa de Gal·les (anglès: Catherine Elizabeth, Princess of Wales)  (Royal Berkshire Hospital, 9 de gener de 1982) nom de naixement Catherine Elizabeth Middleton. És membre de la família reial britànica. Està casada amb el Guillem, Príncep de Gal·les i hereu al tron britànic com a fill primogènit de Carles III del Regne Unit i Diana de Gal·les i net de la Reina Elisabet II.
D'extracció plebea, Middleton va créixer al comtat britànic de Berkshire. Va assistir a Marlborough College i posteriorment a la Universitat de Saint Andrews, on va conèixer el príncep Guillem el 2001. El casament de Guillem de Gal·les i Catherine Middleton se celebrà el divendres 29 d'abril de 2011 a l'Abadia de Westminster, a Londres amb el tractament de boda reial amb l'ampul·lositat i pompa característiques de la boda d'un membre de la casa reial britànica. Arran del seu casament amb el príncep anglès se la tractà com Sa Altesa Reial la Duquessa de Cambridge fins a la mort de la reina Elisabet II el 2022, moment a partir del qual esdevingué la princesa de Gal·les.
Té tres fills: Jordi, nascut el 22 de juliol de 2013, Carlota, nascuda el 2 de maig de 2015 i Lluís, nascut el 23 d'abril de 2018.

## Títols i honors
- 9 de gener de 1982  –  29 d'abril de 2011: Senyoreta Catherine Middleton.
- 29 d'abril de 2011  –  8 de setembre de 2022: Sa Altesa Reial la Duquessa de Cambridge, Comtessa de Strathearn, Baronessa Carrickfergus.
- 8 de setembre de 2022  –  9 de setembre de 2022: Sa Altesa Reial la Duquessa de Cornualla i Cambridge, Duquessa de Rothesay (a Escòcia), Comtessa de Strathearn, Baronessa Carrickfergus.
- 9 de setembre de 2022  –  actualitat: Sa Altesa Reial la Princesa de Gal·les, Duquessa de Cornualla i Cambridge, Duquessa de Rothesay (a Escòcia), Comtessa de Strathearn, Baronessa Carrickfergus.

El títol complet de la duquessa és "Sa Altesa Reial Princesa Guillem Artur Felip Lluís, Princesa de Gal·les, Duquessa de Cornualla i Cambridge, Duquessa de Rothesay, Comtessa de Chester, Comtessa de Strathearn, Baronessa de Renfrew, Baronessa Carrickfergus, Dama de les Illes".